# Armbouts-Cappel
Armbouts-Cappel település Franciaországban, Nord megyében. Lakosainak száma 2097 fő (2022. január 1.). Armbouts-Cappel Dunkerque, Spycker, Steene, Bierne, Cappelle-la-Grande, Grande-Synthe és Pitgam községekkel határos.

## Népesség
A település népességének változása:
| Lakosok száma | 2398 | 2321 | 2344 | 2281 | 2240 | 2200 | 2159 | 2125 | 2097 |
|               | 2013 | 2015 | 2016 | 2017 | 2018 | 2019 | 2020 | 2021 | 2022 |